# Maria Grazia Francia
Maria Grazia Francia, född 17 september 1931 i Florens, död 4 mars 2021 i Terni, var en italiensk skådespelare som fick sitt genombrott inom filmen under neorealismens storhetstid och blev känd främst genom sin medverkan i flera filmer av Giuseppe De Santis. Hon är även ihågkommen för viss framgång som dramaskådespelare på teaterscenen och för sin medverkan i ett flertal TV-produktioner, regisserade av bland andra Vittorio Cottafavi.

## Biografi
Maria Grazia Francia föddes i en känd teaterfamilj och inledde sin karriär redan som barn i ett regionalt teatersällskap som leddes av hennes mor. Hon flyttade som tonåring till Rom för att studera vid Centro sperimentale di cinematografia men hann knappt påbörja studierna förrän Gennaro Righelli erbjöd henne en liten roll i sin film Abbasso la ricchezza! (1946). Righelli var sedan länge ett stort namn inom italiensk film, känd som regissör av den första italienska ljudfilmen La canzone dell'amore (1930). Detta kombinerat med möjligheten att spela i en film tillsammans med stjärnor som Vittorio De Sica och Anna Magnani gjorde anbudet oemotståndligt för en 15-årig nykomling och studierna avbröts för att aldrig återupptas.
Righellis film blev en framgång för den unga skådespelerskan som omgående erbjöds att spela Angelina Bianchis (Anna Magnani) dotter Annetta i Luigi Zampas film Angelina (1947). Efter den rollen var Maria Grazia Francia ett känt namn och hade inga svårigheter att få nya roller. Hon kom bland annat att medverka i tre av Giuseppe De Santis neorealistiska klassiker, Bittert ris (1949), Ingen fred under olivträden (1950) och Rom klockan 11 (1952). I den sistnämnda spelar hon Cornelia Riva, en ung arbetslös kvinna med utslitna skor som möter kärleken endast några timmar före döden. Rollen var en avsiktlig verklighetsförvanskning av en regissör som ville provocera fram politisk handling men tolkningen gick hem hos publiken och Maria Grazia Francia fick plötsligt finna sig i att ha kortvarig stjärnstatus och pryda omslaget på filmtidskrifter. Hon fick de närmaste åren anbud om roller i 3-5 filmer om året och förefaller ha tackat ja till allt som erbjöds. Men något anbud om en huvudroll som hon måste ha hoppats på kom aldrig och efter några år med andraplansroller började hon tröttna på filmen och bestämde sig 1957 för att återgå till teaterscenen. Därefter uppträdde hon endast sporadiskt i mindre filmroller fram till sin sista insats på vita duken i Der Schut (1964), den första av Robert Siodmaks tre tysk-fransk-italienska samproduktioner baserade på romaner av Karl May.
Maria Grazia Francias debut som vuxen teaterskådespelare ägde rum i Trieste 1957 med en roll i Ugo Bettis pjäs Una bella domenica di settembre. Därefter låg tyngdpunkten i hennes verksamhet vid teatern och i TV-pjäser. Något verkligt lyft i klass med det som De Santis katastroffilm en gång hade gett henne fick hon aldrig mer. TV-framträdandena upprätthöll visserligen hennes kändisstatus men teaterkarriären ledde inte heller till några stora roller och avslutades 1969. Efter ett sista framträdande i en TV-thriller 1971 drog hon sig tillbaka.